# بخش زهان
بخش زهان یکی از بخش‌های شهرستان زیرکوه در استان خراسان جنوبی ایران است.

## تقسیمات کشوری
- بخش زهان دارای دو دهستان به‌نام‌های

دهستان افین و دهستان زهان است. همچنین این بخش تنها دارای یک شهر به‌اسم زهان است. مهم‌ترین روستاهای بخش زهان عبارتند از: افین، زردان، شیرگ و کبودان.

## اماکن گردشگری:
- مجموعه گردشگری افین و زردان (مشتمل بر ۱۰ اثر فرهنگی، باستانی، طبیعی و مذهبی ثبت‌شده است.)؛
- مزار عمربن‌داوود کلاته‌مزار؛
- باغستان زهان؛
- باغستان کبودان.

## جمعیت
بنا بر سرشماری مرکز آمار ایران، جمعیت بخش زهان شهرستان زیرکوه در سال ۱۳۸۵ برابر با ۱۲۲۷۹ نفر بوده‌است
.